# Maulana Showkat Ahmad Shah
Maulana Showkat Ahmad Shah, urdu: مولانا شوکت احمد شاہ, Maulana Śaukat Ahmad Śah; (ur. w 1955 − zm. 8 kwietnia 2011) – muzułmański duchowny, przywódca wahhabistycznej gminy wyznaniowej Jamiat-e-Ahle Hadith ze stanu Dżammu i Kaszmir.
W początkowym okresie swojej działalności Maulana Showkat Ahmad Shah uchodził za zwolennika separacji Kaszmiru i był stronnikiem Yasina Malika z Frontu Wyzwolenia Dżammu i Kaszmiru. Później radykalnie zmienił nastawienie do tej kwestii. Zaangażował się w działalność społeczną, stając na czele gminy wyznaniowej Jamiat-e-Ahle Hadith, która m.in. prowadzi około 600 meczetów i szkół religijnych. Stał się wówczas obiektem ataków ze strony niektórych antyindyjskich ugrupowań (w 2008 roku w jego dom rzucono granat). Prowadził aktywną działalność społeczną, m.in. na rzecz rozwoju edukacji, w tym także współpracując z rządem indyjskim w celu utworzenia uniwersytetu. Przez fundamentalistów był uznawany za wroga także z powodu występowania przeciw podziałom i ortodoksyjnym odłamom islamu. 
Dnia 8 kwietnia 2011 roku Maulana Showkat Ahmad Shah zginął w zamachu bombowym przed meczetem w Śrinagarze. Jego pogrzeb przerodził się w manifestację lokalnych wyznawców islamu. W całym stanie odbył się strajk generalny.
Maulana Shah to drugi przywódca gminy Jamiat-e-Ahle Hadith zamordowany na przełomie XX i XXI wieku. Prof. Muhammad Ramzan, jego poprzednik, zginął w 1991 roku. Saleem Javed, imam meczetu, w którym Maulana Shah zamierzał prowadzić modły, został również zamordowany kilka lat temu.